# ریچارد کریر
ریچارد کریر (انگلیسی: Richard Carrier؛ زادهٔ ۱ دسامبر ۱۹۶۹) تاریخ‌نگار، و فیلسوف اهل ایالات متحده آمریکا است.